# Bournonville
Pour les articles homonymes, voir Bournonville (homonymie).
Bournonville est une commune française située dans le département du Pas-de-Calais en région Hauts-de-France. Ses habitants sont appelés les Bournonvillois. Sa population est de 226 habitants au dernier recensement de 2022. La commune est membre de la communauté de communes de Desvres - Samer.
Le territoire de la commune est situé dans le parc naturel régional des Caps et Marais d'Opale.

## Géographie

### Localisation
Localisée dans le nord-ouest du département du Pas-de-Calais, Bournonville est une commune de la vallée de la Liane, limitrophe au sud-ouest de la commune de Desvres, et située, à vol d'oiseau à 17 km à l'est de la commune de Boulogne-sur-Mer (chef-lieu d'arrondissement).
Le territoire de la commune est limitrophe de ceux de sept communes.
Les communes limitrophes sont Henneveux, Menneville, Selles, Alincthun, Brunembert, Crémarest et Desvres.

### Géologie et relief
La superficie de la commune est de 8,71 km2 ; son altitude varie de 36  à   125 m.

### Hydrographie
Le territoire de la commune est situé dans le bassin Artois-Picardie.
Il est traversé par le fleuve côtier la Liane, d'une longueur de de 38,24 km, qui prend sa source dans la commune de Quesques et se jette dans la Manche au niveau de la commune de Boulogne-sur-Mer.
Et par quatorze petits cours d'eau le ruisseau de Lamy, d'une longueur de 5,95 km, le Ruisseau de Menneville, d'une longueur de 4,33 km, le ruisseau de la rivièrette, d'une longueur de 2,98 km, le ruisseau de la cailleuse, d'une longueur de 1,67 km, le ruisseau du bois des pierres, d'une longueur de 1,48 km, le ruisseau de florichart, d'une longueur de 1,44 km, la Drouille, d'une longueur de 1,39 km, la Drouille, d'une longueur de 1,20 km, le Desvres, d'une longueur de 1,07 km, la Bergerie, d'une longueur de 1,05 km, le Bout du Monde, d'une longueur de 1,01 km, le Trou du Charme, d'une longueur de 0,99 km, le ruisseau de méneville, d'une longueur de 0,90 km et le Fleuve la liane, d'une longueur de 0,83 km.

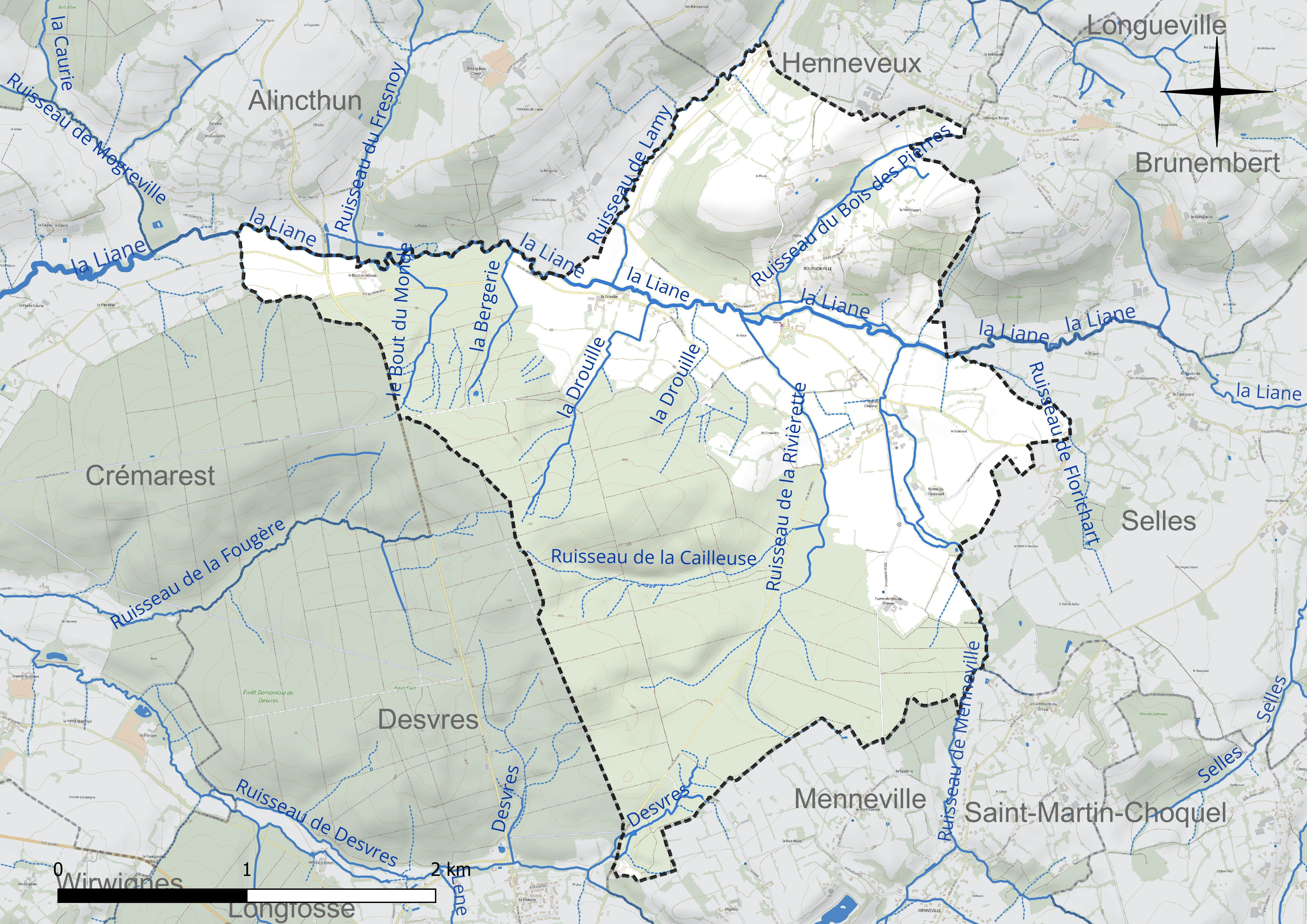
Réseau hydrographique de Bournonville.

### Climat
Pour des articles plus généraux, voir Climat des Hauts-de-France et Climat du Pas-de-Calais.
En 2010, le climat de la commune est de type climat océanique franc, selon une étude du CNRS s'appuyant sur une série de données couvrant la période 1971-2000. En 2020, Météo-France publie une typologie des climats de la France métropolitaine dans laquelle la commune est exposée à un climat océanique et est dans la région climatique Côtes de la Manche orientale, caractérisée par un faible ensoleillement (1 550 h/an) ; forte humidité de l’air (plus de 20 h/jour avec humidité relative > 80 % en hiver), vents forts fréquents.
Pour la période 1971-2000, la température annuelle moyenne est de 10,3 °C, avec une amplitude thermique annuelle de 13,4 °C. Le cumul annuel moyen de précipitations est de 830 mm, avec 13,2 jours de précipitations en janvier et 8,3 jours en juillet. Pour la période 1991-2020, la température moyenne annuelle observée sur la station météorologique la plus proche, située sur la commune de Licques à 11 km à vol d'oiseau, est de 10,5 °C et le cumul annuel moyen de précipitations est de 1 138,1 mm,. Pour l'avenir, les paramètres climatiques de la commune estimés pour 2050 selon différents scénarios d'émission de gaz à effet de serre sont consultables sur un site dédié publié par Météo-France en novembre 2022.

### Paysages
Pour un article plus général, voir Paysage en France.
La commune s'inscrit dans les « paysages boulonnais » tels qu'ils sont définis dans l'atlas de paysages de la région Nord-Pas-de-Calais, conçu par la direction régionale de l'Environnement, de l'Aménagement et du Logement (DREAL),.
Les « paysages boulonnais » qui concernent 66 communes, se délimitent : au nord, par les paysages des coteaux calaisiens et du Pays de Licques, à l’est, par le paysage du Haut pays d'Artois, et au sud, par les paysages Montreuillois.
Les « paysages boulonnais », constitués d'une boutonnière bordée d'une cuesta définissant un pays d'enclosure, sont essentiellement un paysage bocager composé de 47 % de son sol en herbe ou en forêt et de 31 % en herbage, avec, dans le sud et l'est, trois grandes forêts, celle de Boulogne, d'Hardelot et de Desvres et, au nord, le bassin de carrière avec l'extraction de la pierre de Marquise depuis le Moyen Âge et de la pierre marbrière dont l'extraction s'est développée au XIXe siècle.
La boutonnière est formée de trois ensembles écopaysagers : le plateau calcaire d'Artois qui forme le haut Boulonnais, la boutonnière qui forme la cuvette du bas Boulonnais et la cuesta formée d'escarpements calcaires.
Dans ces paysages, on distingue trois entités : 
- les vastes champs ouverts du Haut Boulonnais ;
- le bocage humide dans le Bas Boulonnais ;
- la couronne de la cuesta avec son dénivelé important et son caractère boisé[26].

### Milieux naturels et biodiversité

#### Espace protégé
La protection réglementaire est le mode d’intervention le plus fort pour préserver des espaces naturels remarquables et leur biodiversité associée.
Dans ce cadre, la commune fait partie d'un espace protégé : le parc naturel régional des Caps et Marais d'Opale, d’une superficie de 132 499 ha réparties sur 154 communes, géré par le syndicat mixte d'aménagement et de gestion du parc naturel régional des Caps et Marais d'Opale.

#### Zones naturelles d'intérêt écologique, faunistique et floristique
L’inventaire des zones naturelles d'intérêt écologique, faunistique et floristique (ZNIEFF) a pour objectif de réaliser une couverture des zones les plus intéressantes sur le plan écologique, essentiellement dans la perspective d’améliorer la connaissance du patrimoine naturel national et de fournir aux différents décideurs un outil d’aide à la prise en compte de l’environnement dans l’aménagement du territoire.
Le territoire communal comprend trois ZNIEFF de type 1 :
- la forêt domaniale de Desvres. D'une superficie de 1 808 ha, elle s’étend au nord de la commune de Desvres et appartient au complexe bocager du bas-Boulonnais et de la Liane[29] ;
- le bocage d'Henneveux. Il présente un paysage bocager typique du Bas-Boulonnais, vallonné et avec un réseau de petits ruisseaux prenant naissance dans les zones de résurgences généré par la superposition étroite des couches géologiques, depuis l’Oxfordien jusqu’à l’Albien, en passant par le Wealdien[30] ;
- le réservoir biologique de la Liane. La Liane est un bassin côtier qui présente un intérêt majeur autant pour les espèces holobiotiques[Note 4] que pour les migrateurs amphihalins[31].

et une ZNIEFF de type 2 :
le complexe bocager du Bas-Boulonnais et de la Liane. Le complexe bocager du bas-Boulonnais et de la Liane s’étend entre Saint-Martin-Boulogne et Saint-Léonard à l’ouest et Quesques et Lottinghen à l’est. Il correspond à la cuvette herbagère du bas-Boulonnais.

Carte des ZNIEFF de type 1 et 2 sur la commune
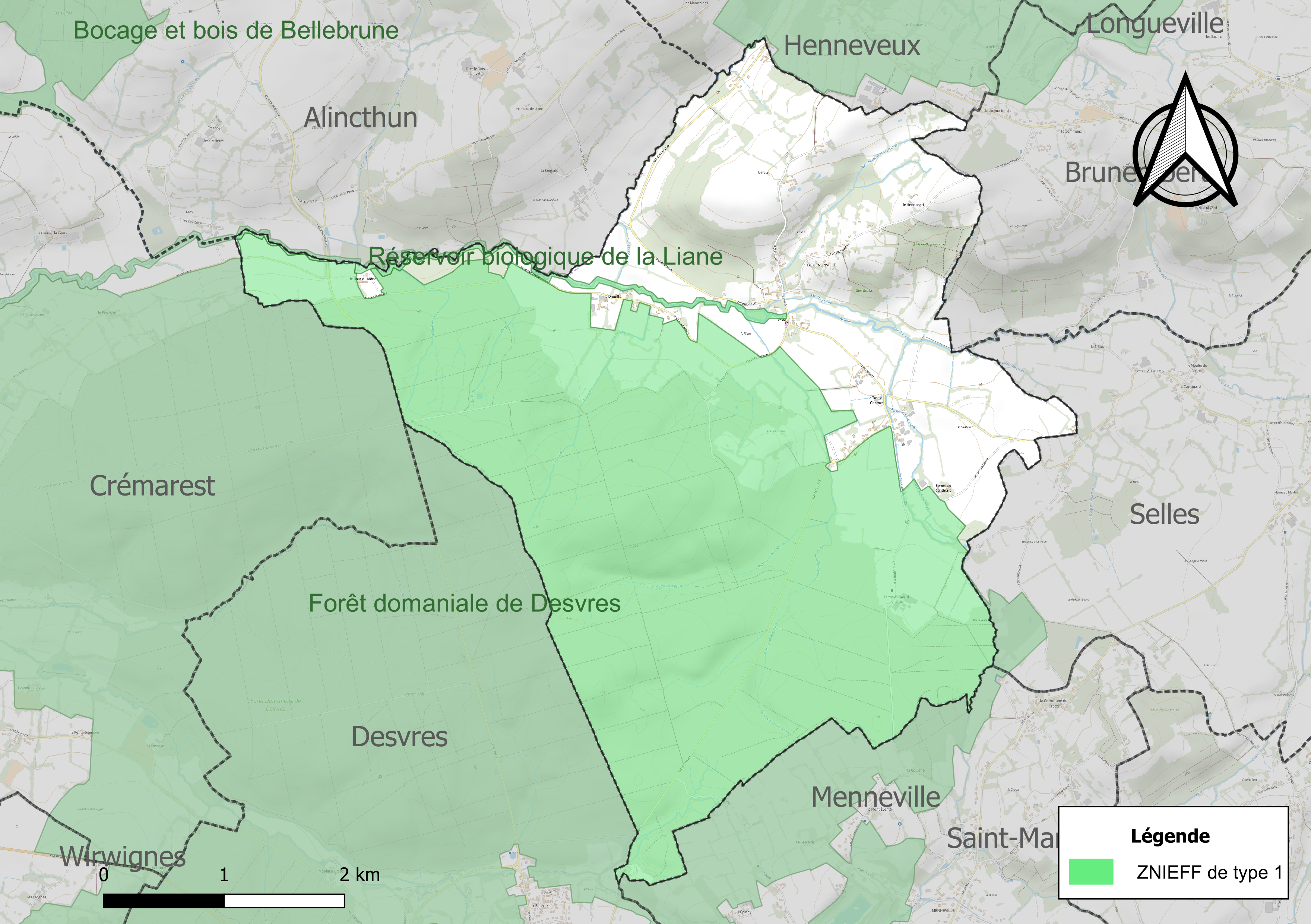
Carte des ZNIEFF de type 1 sur la commune.
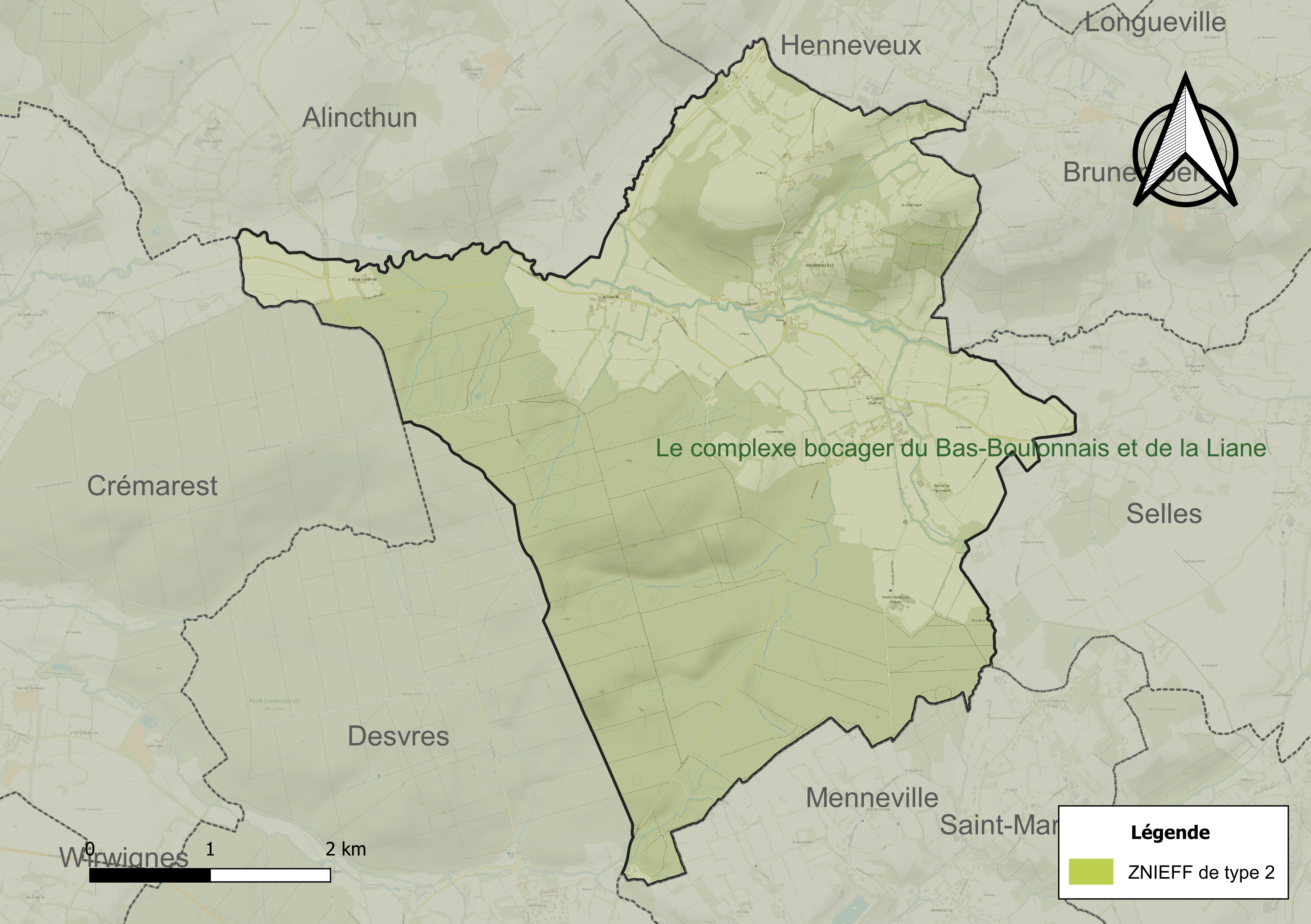
Carte de la ZNIEFF de type 2 sur la commune.

#### Inventaire national du patrimoine géologique
Sur le territoire de la commune se trouve le site des tourbières ombrogènes en forêt de Desvres (aulnaies tourbeuses à Osmonde royale) qui est un ensemble de petites tourbières à sphaignes des vallonnets de la haute et de la basse forêt domaniale de Desvres. Elles sont inscrites à l'inventaire national du patrimoine géologique.

#### Site Natura 2000
Le réseau Natura 2000 est un réseau écologique européen de sites naturels d’intérêt écologique élaboré à partir des directives « habitats » et « oiseaux ». Ce réseau est constitué de zones spéciales de conservation (ZSC) et de zones de protection spéciale (ZPS). Dans les zones de ce réseau, les États membres s'engagent à maintenir dans un état de conservation favorable les types d'habitats et d'espèces concernés, par le biais de mesures réglementaires, administratives ou contractuelles.
Sur la commune, un site Natura 2000 de type B est défini en site d'importance communautaire (SIC) : les forêts de Desvres et de Boulogne et bocage prairial humide du bas-Boulonnais (1 808 hectares).

## Urbanisme

### Typologie
Au 1er janvier 2024, Bournonville est catégorisée commune rurale à habitat dispersé, selon la nouvelle grille communale de densité à sept niveaux définie par l'Insee en 2022.
Elle est située hors unité urbaine. Par ailleurs la commune fait partie de l'aire d'attraction de Boulogne-sur-Mer, dont elle est une commune de la couronne,. Cette aire, qui regroupe 80 communes, est catégorisée dans les aires de 50 000 à moins de 200 000 habitants,.

### Occupation des sols
L'occupation des sols de la commune, telle qu'elle ressort de la base de données européenne d’occupation biophysique des sols Corine Land Cover (CLC), est marquée par l'importance des territoires agricoles (50,4 % en 2018), une proportion identique à celle de 1990 (50,4 %). La répartition détaillée en 2018 est la suivante : 
forêts (49,6 %), zones agricoles hétérogènes (46,6 %), prairies (3,8 %). L'évolution de l’occupation des sols de la commune et de ses infrastructures peut être observée sur les différentes représentations cartographiques du territoire : la carte de Cassini (XVIIIe siècle), la carte d'état-major (1820-1866) et les cartes ou photos aériennes de l'IGN pour la période actuelle (1950 à aujourd'hui).

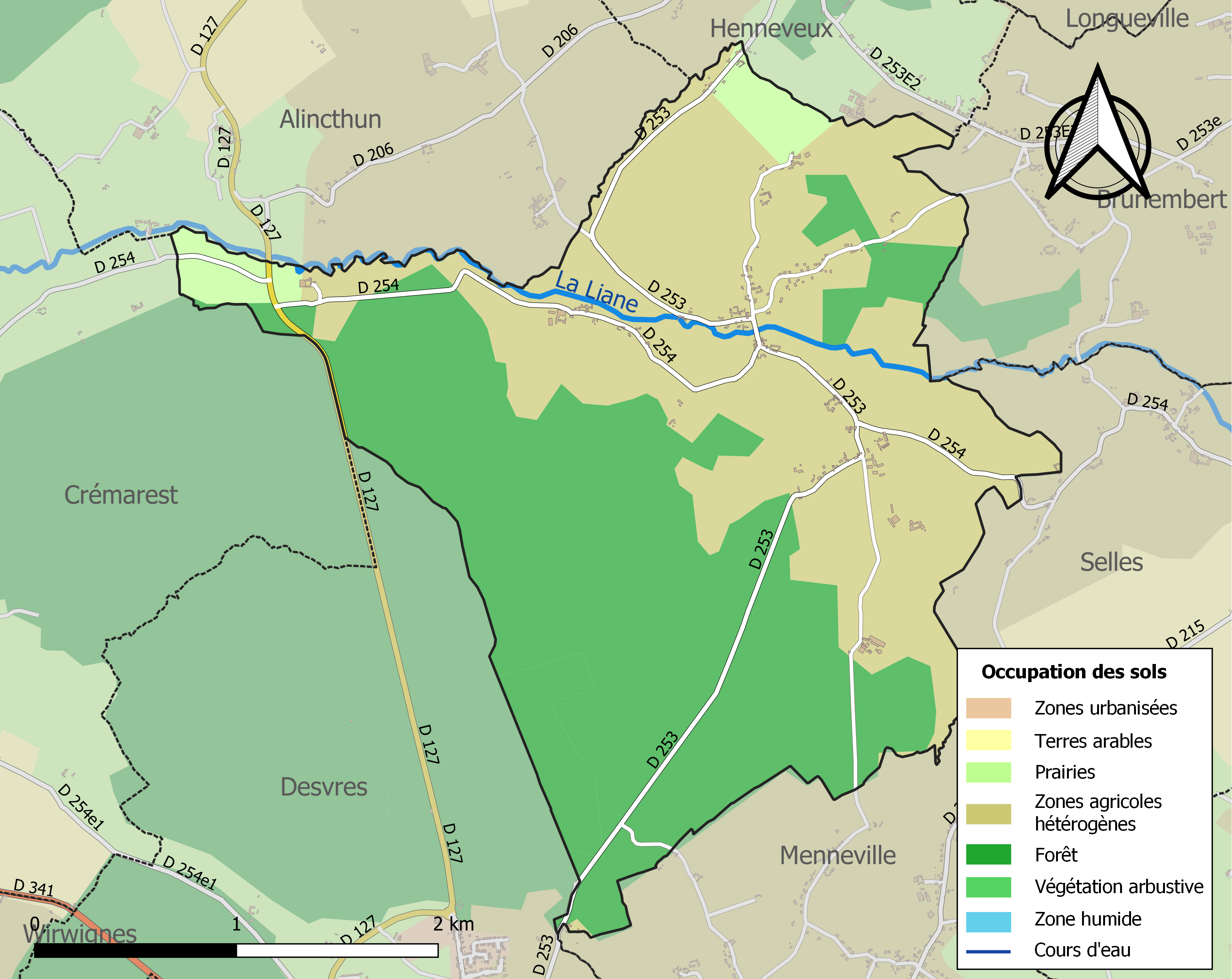
Carte des infrastructures et de l'occupation des sols de la commune en 2018 (CLC).

### Voies de communication et transports

#### Voies de communication
La commune est desservie par les routes départementales D 253 et D 254 et est proche de la RN 42 reliant Boulogne-sur-Mer à Saint-Omer (6 kilomètres).

#### Transport ferroviaire
La commune se trouve à 24 km  de la gare de Boulogne-Ville, située sur les lignes de Longueau à Boulogne-Ville et de Boulogne-Ville à Calais-Maritime, desservie par des trains des réseaux TGV inOui, TERGV et TER Hauts-de-France.

### Risques naturels et technologiques

#### Risque inondation
La commune est reconnue en état de catastrophe naturelle à la suite des inondations et coulées de boue du 1er au 3 novembre 2012.
À la suite du passage des tempêtes Ciarán, Domingos et Elisa et des inondations et coulées de boue qui se sont produites, la commune est reconnue, par arrêté du 14 novembre 2023, en état de catastrophe naturelle pour inondations et coulées de boue sur la période du 2 au 12 novembre 2023, comme 179 autres communes du département.

## Toponymie
Le nom de la localité est attesté sous les formes Burnulvilla (1084), Burnuvilla (1184), Burnumvilla (1203), Burnevilla (1224), Bournovoville (1285), Boulunville (1286), Bornumvilla (XIIIe siècle), Bournouville (1320), Burnoville (1338), Bornoville (1415-1480), Bournoville (vers 1512), Bourneville (1557), Bournonville (1613), Bournonville depuis 1793 et 1801.
Ce nom viendrait de l'anthroponyme germanique Bornulf suivi du suffixe latin villa « ferme, domaine », donnant le « domaine de Bornulf ».

## Histoire
En 1096, Gérard de Bournonville participe à la première croisade. Son nom et ses armes figurent dans la cinquième salle des Croisades du château de Versailles.
Bournonville est la seigneurie de Jehan II le Grand de Bournonville (1310-1360), chevalier devenu chambellan du roi de France Philippe VI de Valois, marié à Mahaut de Fiennes, sœur du connétable Robert de Fiennes. Parmi les seigneurs de la même famille figurent les capitaines de la guerre de Cent Ans : Aleaume de Bournonville, mort à la bataille d'Azincourt en 1415 ; son frère Enguerrand de Bournonville (vers 1368-1414) ; le fils du précédent, Antoine de Bournonville (vers 1403-1480) ; leur cousin Lyonnel de Bournonville.
Le 7 septembre 1579, la ville d'Hénin-Liétard est érigée en comté, avec adjonction de la baillie et fief de Gouy-Servain, au bénéfice d'Oudart de Bournonville, chevalier, baron de Barlin et Houllefort, seigneur de Capres, Divion, Ranchicourt, Tournes, Bandas, du Maisnil, gentilhomme de la bouche du roi (maître d'hôtel du roi), chef d'une bande d'hommes d'armes, gouverneur et capitaine des ville et cité d'Arras, capitaine d'une compagnie de chevau-légers.
En 1600, le roi de France Henri IV érige Bournonville en duché en faveur d'Alexandre Ier de Bournonville.

## Politique et administration

### Découpage territorial
La commune se trouve dans l'arrondissement de Boulogne-sur-Mer du département du Pas-de-Calais, depuis 1801.

#### Commune et intercommunalités
La commune est membre de la communauté de communes de Desvres - Samer qui regroupe 31 communes et compte 23 221 habitants en 2021.

#### Circonscriptions administratives
La commune est rattachée au canton de Desvres, depuis 1801.

#### Circonscriptions électorales
Pour l'élection des députés, la commune fait partie de la sixième circonscription du Pas-de-Calais.

### Élections municipales et communautaires

#### Liste des maires
| Période                                  | Période                     | Identité        | Étiquette | Qualité                         |
| ---------------------------------------- | --------------------------- | --------------- | --------- | ------------------------------- |
| Les données manquantes sont à compléter. |                             |                 |           |                                 |
| 1959                                     | 2008                        | Michel Brebion  |           |                                 |
| 2008                                     | mai 2020                    | Joël Mabille    |           | Réélu pour le mandat 2014-2020, |
| mai 2020                                 | En cours (au 17 avril 2022) | Vincent Lacheré |           | Agriculteur                     |

## Équipements et services publics

### Justice, sécurité, secours et défense
La commune dépend du tribunal judiciaire de Boulogne-sur-Mer, du conseil de prud'hommes de Boulogne-sur-Mer, de la cour d'appel de Douai, du tribunal de commerce de Boulogne-sur-Mer, du tribunal administratif de Lille, de la cour administrative d'appel de Douai, de la cour administrative d'appel de Douai et du tribunal pour enfants de Boulogne-sur-Mer.

## Population et société

### Démographie
Les habitants de la commune sont appelés les Bournonvillois.

#### Évolution démographique
L'évolution du nombre d'habitants est connue à travers les recensements de la population effectués dans la commune depuis 1793. Pour les communes de moins de 10 000 habitants, une enquête de recensement portant sur toute la population est réalisée tous les cinq ans, les populations de référence des années intermédiaires étant quant à elles estimées par interpolation ou extrapolation. Pour la commune, le premier recensement exhaustif entrant dans le cadre du nouveau dispositif a été réalisé en 2008.

En 2022, la commune comptait 226 habitants, en évolution de −7,38 % par rapport à 2016 (Pas-de-Calais : −0,72 %, France hors Mayotte : +2,11 %).
| 1793 | 1800 | 1806 | 1821 | 1831 | 1836 | 1841 | 1846 | 1851 |
| ---- | ---- | ---- | ---- | ---- | ---- | ---- | ---- | ---- |
| 193  | 139  | 177  | 219  | 201  | 205  | 210  | 186  | 187  |

| 1856 | 1861 | 1866 | 1872 | 1876 | 1881 | 1886 | 1891 | 1896 |
| ---- | ---- | ---- | ---- | ---- | ---- | ---- | ---- | ---- |
| 178  | 166  | 186  | 200  | 228  | 236  | 228  | 206  | 213  |

| 1901 | 1906 | 1911 | 1921 | 1926 | 1931 | 1936 | 1946 | 1954 |
| ---- | ---- | ---- | ---- | ---- | ---- | ---- | ---- | ---- |
| 233  | 242  | 230  | 209  | 219  | 220  | 206  | 236  | 212  |

| 1962 | 1968 | 1975 | 1982 | 1990 | 1999 | 2006 | 2008 | 2013 |
| ---- | ---- | ---- | ---- | ---- | ---- | ---- | ---- | ---- |
| 201  | 200  | 200  | 196  | 180  | 211  | 224  | 228  | 243  |

| 2018 | 2022 | - | - | - | - | - | - | - |
| ---- | ---- | - | - | - | - | - | - | - |
| 237  | 226  | - | - | - | - | - | - | - |

#### Pyramide des âges
En 2018, le taux de personnes d'un âge inférieur à 30 ans s'élève à 35,0 %, soit en dessous de la moyenne départementale (36,7 %). De même, le taux de personnes d'âge supérieur à 60 ans est de 23,2 % la même année, alors qu'il est de 24,9 % au niveau départemental.
En 2018, la commune comptait 126 hommes pour 111 femmes, soit un taux de 53,16 % d'hommes, largement supérieur au taux départemental (48,5 %).
Les pyramides des âges de la commune et du département s'établissent comme suit.
| Hommes | Classe d’âge | Femmes |
| ------ | ------------ | ------ |
| 1,6    | 90 ou +      | 1,8    |
| 6,3    | 75-89 ans    | 10,8   |
| 11,9   | 60-74 ans    | 14,4   |
| 19,8   | 45-59 ans    | 18,0   |
| 22,2   | 30-44 ans    | 23,4   |
| 14,3   | 15-29 ans    | 9,9    |
| 23,8   | 0-14 ans     | 21,6   |

| Hommes | Classe d’âge | Femmes |
| ------ | ------------ | ------ |
| 0,5    | 90 ou +      | 1,6    |
| 5,6    | 75-89 ans    | 8,9    |
| 16,7   | 60-74 ans    | 18,1   |
| 20,2   | 45-59 ans    | 19,2   |
| 18,9   | 30-44 ans    | 18,1   |
| 18,2   | 15-29 ans    | 16,2   |
| 19,9   | 0-14 ans     | 17,9   |

## Culture locale et patrimoine

### Lieux et monuments

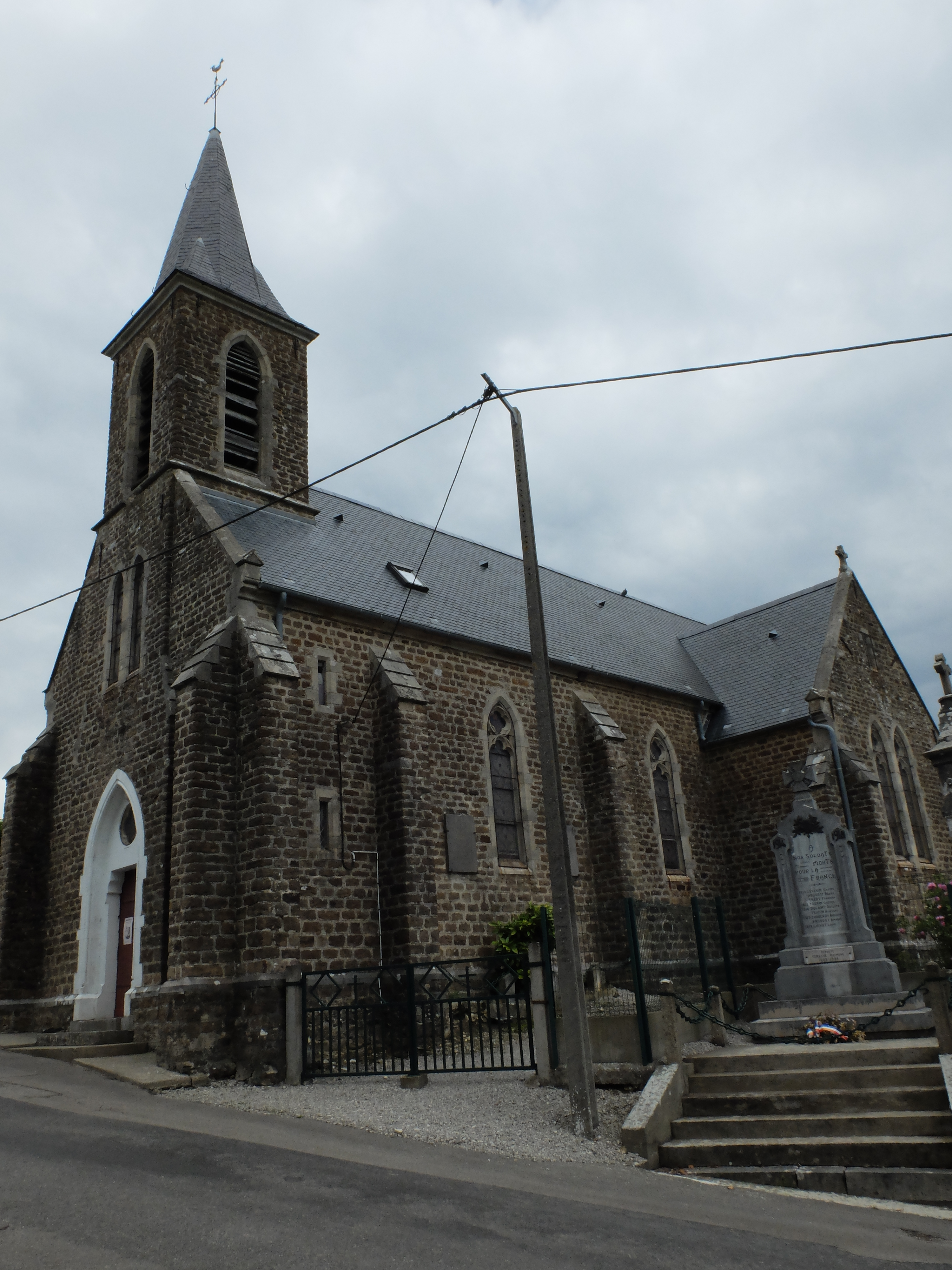
L'église et le monument aux morts.

- L'église Saint-Laurent.
- Le monument aux morts[62].

### Personnalités liées à la commune
- Maison de Bournonville, dont :
  - Aleaume de Bournonville (1360-1415), mort à la bataille d'Azincourt ;
  - Enguerrand de Bournonville (vers 1368-1414), frère cadet du précédent ;
  - Antoine de Bournonville (vers 1403-1480), fils du précédent ;
  - Lyonnel de Bournonville (vers 1390-1429), cousin des précédents.
- Émile Cassez (1871-1948), homme politique, sénateur et ministre de l'Agriculture entre 1934 et 1935, né à Bournonville.

### Héraldique
| Blason de Bournonville | Blason  | De sable à un lion d'argent, couronné, armé et lampassé d'or, à la queue fourchée passée en sautoir.                                                                                  |
| Blason de Bournonville | Détails | La commune relève les armes de la maison de Bournonville, vieille famille du Boulonnais originaire et anciennement seigneur du lieu. Le statut officiel du blason reste à déterminer. |

## Pour approfondir